# Neolin
Neolin, el Profeta delaware, fue un profeta de la tribu lenape que fue considerado por los británicos como "El Impostor". Creía que las gentes nativas necesitaban rechazar los bienes europeos y abandonar la dependencia hacia los colonos para volver a llevar un modo de vida más tradicional. Habló en contra del alcohol, del materialismo y de la poligamia. El seguidor más famoso de Neolin fue Pontiac.
Alrededor de 1761, cientos de indios de Ohio se convirtieron en discípulos del visionario Neolin (que en algonquino significa El Iluminado). La parte central de las enseñanzas de Neolin consistía en que los indios se habían corrompido por los europeos y necesitaban purificarse volviendo a sus tradiciones y prepararse para una guerra santa. Pedía a sus seguidores que expulsasen a los colonos. Una confederación de tribus organizada por un grupo de jefes que habían adquirido una gran influencia gracias a haberse adherido a las creencias de Neolin ideó un plan para llevar a cabo un ataque coordinado contra los ingleses durante la primavera de 1763. La figura principal de este levantamiento, y el que le dio el nombre, fue el Jefe Pontiac de los Ottawa. Esta combinación de inspiración religiosa y liderazgo político fue un ejemplo para futuros levantamientos de resistencia contra los colonos en Norteamérica.
En 1762 Neolin creó una oración para decir cada mañana y cada tarde. El trabajo más importante de Neolin fue el "Gran Libro de Escrituras", donde describía el camino que debía seguir un alma para llegar al cielo de los indios.